# Търстън Муур
Търстън Муур (на английски: Thurston Moore) е вокал и китарист на сиатълската гръндж група Соник Ют и Chelsea Light Moving.

## Дискография
- Psychic Hearts
- Piece for Jetsun Dolma
- Lost to the City
- Root
- Promise (Thurston Moore, Evan Parker & Walter Prati)
- Three Incredible Ideas
- Trees Outside the Academy
- Demolished Thoughts
- Chelsea Light Moving — Chelsea Light Moving, 2013